# 鹽屋浩三
鹽屋浩三（日语：／ Shioya Kōzō，1955年8月18日—），日本男性配音員、演員、旁白。出身於鹿兒島縣。成長於神奈川縣川崎市。青二Production所屬。身高169cm。B型血。
弟弟鹽屋翼也從事配音工作。

## 來歷
據胞弟鹽屋翼表示，他沉默寡言，因此從小就被送進向日葵劇團，作為童星活躍。進入國中之後，因為在意他人眼光，而離開了劇團。本來以為之後不會再當演員，但進入高中（川崎市立橘高等學校）之後，他還是繼續演戲，因此高中畢業後曾經加入太陽Promotion、青年座研究所（劇團青年座附設培訓學校），並在劇團青年座工作了1年。青年座時期，與朋友創立了「劇團U快聯邦」。初登台作品是森靜子的《青春物語》。在經歷了Kinder Space之後，加入現在所屬的青二Production。

## 人物
擅長方言：鹿兒島方言。
作為配音員，他出演過許多動畫、外國電影、遊戲、OVA。經常扮演肥胖和巨大的角色。
興趣、特長：吉他、普通汽車執照。
龍田直樹聲優團體成員。

## 演出
粗體字表示主要角色。

### 電視動畫
1982年
- 阿波羅之女（男、太陽、山羊醫生、雨神 等）
- 機甲艦隊達萊卡XV（肖特·克羅伊茨[13]）
- 銀河烈風幕臣我（將校、娜塔莎的丈夫）
- The♥南瓜酒（男學生B、男A、宿舍生B、司機、高中生B 等）
- 新蜜蜂瑪雅歷險記（日语：みつばちマーヤの冒険）（獨角仙、蜈蚣、桂花負蝽、蟋蟀 等）
- 猿飛小忍者（日语：さすがの猿飛）（省吾）
- 太陽之牙達格拉姆（布林克上尉、拉多魯夫少校）
- 怪博士與機器娃娃 (1981年版)（1982年－1983年，珍獸B、老虎）
- 我是貓（書生）
- 銀河旋風無賴我

1983年
- 騎士愛我（日语：愛してナイト）（廣田）
- 福星小子（1983年－1985年，其他角色）
- 青少棒揚威記（日语：キャプテン (漫画)）
- 銀河疾風流離我（工作人員、游擊隊B、替身店員、男、鮑勃 等）
- 金肉人（大臣）
- 光速電神阿爾貝加斯（熊井五郎[14]）
- 裝甲騎兵波德姆茲（1983年－1984年，警察、選手、男、警官 等）
- 停止!! 雲雀（坂本耕作的父親、梶光男、一刀齋）
- 奈奈子SOS（日语：ななこSOS）（斯諾）
- 小超人帕門 (1983年版)（老師A、同心A）
- 無敵三四郎（1983年－1984年，、司機、男）
- 帕塔利洛（日语：パタリロ!）
- 美雪、美雪（崎、廣播、記者、運動社團社員、消防官 等）
- 漫畫日本史（日语：まんが日本史 (日本テレビ)）（島津貴久、稻葉一鐵、本多正信、加藤清正、福澤諭吉）

1984年
- Gu-Gu甘莫（日语：Gu-Guガンモ）（小偷）
- 重戰機L-Gaim（黑克勒·毛瑟、龍貝）
- 宗谷物語（日语：宗谷物語）（操舵手、杉田、佐藤、砲術長、副長 等）
- 高帽子的梅莫兒（莫哈拉船長、柯洛帕斯、喬治、想像奧斯卡的救援隊 等）
- 哆啦A夢 (大山羨代版)（1984年－1996年，大人的野比大雄〈初代〉、川口、珍品堂的聲音、學者 等）
- 電腦戰士雷薩里昂（年輕時的葛德海德、荒士、園長、卡栗斯特、達巴利少校、幹部）
- 北斗神拳（1984年－1987年，村人A、部下A、扎爾卡、部下C、利巴伊的部下C、愛、修羅、隊長）2系列
- 夢戰士WING-MAN（日语：ウイングマン）（1984年－1985年，、東洋、A·D、塞德曼、業主、戰鬥員A）

1985年
- 蒼藍流星SPT雷茲納（曼傑羅、格雷翁、管制官、士兵B、航海士、操作員、康恩 等）
- 惡魔島的王子 三眼神童（醉漢）
- 機甲界加里安（唐的部下、士兵）
- 機動戰士Z鋼彈（三枝、羅伯特、薩滿、巴奇、哈亞伊 等）
- 鬼太郎 (第3作)（1985年－1988年，攝影師、仙人掌、小豆秤（日语：小豆はかり）、 等）
- 星槍士俾斯麥
- 搞怪拍檔（企劃部長）
- 超獸機神斷空我（ガンコツ、克里斯、整備兵 等）
- 高校！奇面組（日语：ハイスクール!奇面組）（今條豐、田打肥、根賀倉奏、馬特·阿斯卡拉斯、和賀良友、脇見荒則 等）
- 高爾夫頑童猿丸（1985年－1987年，目擊者B、老僧、岩鐵／辯慶、研修生C、二期生1）

1986年
- 加油！吉塔斯（德光）
- 銀牙 -流星 銀-（中虎[15]）
- 機動戰士鋼彈ZZ（蒙多·雅加凱[16]、三枝、班森、比安、佐藤）
- 青春動畫全集（日语：青春アニメ全集）（三上）
- 七龍珠（1986年－1987年，牛仔、怪鳥、多克 等）
- 莫克和甜甜
- 光之傳說（男）
- 楓葉鎮物語（居民[17]）
- 相聚一刻（蕎麥屋）
- 機器人阿丁 (1986年版)（日语：ロボタン）

1987年
- 愛的小婦人物語（大衛·福雷特）
- 動畫三槍手（日语：アニメ三銃士）（船長）
- 環遊世界八十天（鐵路公司社長[18]）
- 超能力魔美（支配人、叔父、石部）
- 機甲戰記威龍（貝爾茲）
- 格林名作劇場（1987年－1989年，兵隊B、法蘭茲、鼻息男、兄王子、次男、農夫、塔納王、脫逃兵、惡魔、公鳩、次男、漢克、兔子）2系列
- 假面忍者 赤影（勘內）
- 城市獵人（1987年－1988年，外送員、部下B、部下A、組員A）
- 新楓葉鎮物語 棕櫚鎮篇（帕拉布拉[19]、奧托巡査）
- 之後頓珍漢（日语：ついでにとんちんかん）（松竹與）
- Bug甜心（日语：Bugってハニー）（預言者、島田名人、龍皇帝 等）
- 聖魔大戰（1987年－1988年，助太刀悟空、火炎魔動、惡罠鬼、逃水鬼、惡華怪）

1988年
- 美味大挑戰（笠田）
- 奇天烈大百科（1988年－1996年，清角惡三、湯姆森、格蘭、約翰、春田、大沼、伯父、江張、小金、熊田、茂木 等）
- 魁!! 男塾（一的黨羽、基斯·傑克森、風海）
- 小公子西迪（麥克）
- 鬥將!! 拉麵男（老酒兄弟、飛龍、屯）
- 超音戰士Borgman（韋達）
- 變形金剛：超神 Master Force（ブルホーン）
- 甜蜜小天使 (1988年版)（馬薩）
- 魔神英雄傳（1988年－1989年，、[20]）
- 名門！第三野球部（日语：名門!第三野球部）（小西一夫）
- 燃燒吧！哥哥（惡黨B）

1989年
- 惡魔君（1989年－1990年，普魯特、氣球魔人）
- 西瓜皮先生（隈澤、關、村山、大木 等）
- 森林王子 少年毛克利（狼）
- 獸神萊卡（1989年－1990年，團五郎'[21]）
- 新仙魔大戰（1989年－1990年，、魔次郎Be）
- 七龍珠Z（1989年－1996年，機器人、古杜、伏特加、魔人普烏[22]）
- 魔動王（1989年－1990年，嚮導、男、奧賽羅、警備員）
- 魔法使莎莉 (1989年版)（山部亮）
- 亂馬½ 熱鬥篇（主持人）

1990年
- NG騎士檸檬汽水&40（ケッタイ、親方、白銀魔獸）
- 功夫貓黨（1990年－1991年，[23]、石橋鷹秋、埃德波利的母親 等）
- 麵包超人（1990年－1993年，禿鷹郵遞員〈第2代〉、裝飾人、栗助先生〈第2代〉）
- 超時空遊俠（チーフ、華生）
- 勇者鬥惡龍（白銀惡魔）
- 七龍珠Z：一夫當關的最終決戰 ～向弗利沙挑戰的Z戰士 孫悟空之父～（托特波）
- 快樂的嚕嚕米一家（1990年－1991年，、翡翠）
- 櫻桃小丸子（1990年－2019年，老爺爺、石松壽司店主）
- 七海遊龍（塔洛斯）
- 神通小精靈（どわっは大王）
- 魔神英雄傳2（媽咪、基維·巴巴亞）
- 夠了！阿太郎 (1990年版)（日语：もーれつア太郎）（貝西）
- 勇者凱撒（鑽頭極限[24]）
- 至尊勇者（電飯古）
- 黑色推銷員（1990年－1993年，農家男性、中島的前輩、空尾慶一、橫道行雄、押井忍）

1991年
- 宇宙小超人 3000萬光年尋找母親（日语：ウルトラマンキッズ 母をたずねて3000万光年）（克萊隆）
- 裝甲拯救隊
- 蓋特機器人號
- 電腦小奇俠（日语：ゲンジ通信あげだま）（PC郎）
- 絕對無敵雷神王（1991年－1992年，佐藤大介[25]、坂井時惠的父親 等）
- 猜拳人（壞小子的爸爸、德羅波、紙芝居叔叔 等）
- 閃電霹靂車（監督、廣播、G隊長、車田鐵一郎〈17歲〉、Checker杉本 等）
- 太陽勇者（王牌爵士[26]／五體合體雷霆爵士）
- 魔法公主 明琪桃子（日语：魔法のプリンセス ミンキーモモ）（管家）
- 橫山光輝 三國志（李儒）

1992年
- 元氣爆發伏魔金剛（メロディーン、熊魔界獸 等）
- 超電動機械人 鐵人28號FX
- 勇者傳說達鋼（戴·布秋[27]／團長、墨田中將）
- 超仙魔大戰（霸龐克）
- 奧斯宇宙歷險記（日语：スペースオズの冒険）（布蘭提）
- 花的魔法使瑪麗貝爾（布拉[28]、馬克隊長、熊父 等）
- 夢幻冒險 長靴貓的冒險（老人）
- 幻影真帆（日语：まぼちゃん旅行記）（幻仁佐衛門）

1993年
- 劍勇傳說YAIBA（店長）
- 足球風雲（磯貝老師、石橋保）
- 灌籃高手（高宮望[29]、植草智之、內藤鐵也、長谷川一志、武藤正）
- 歡樂的楊柳鎮（水獺）
- 忍者乱太郎（1993年－2022年，兵庫第三協榮丸、兵庫第四協榮丸、毒網代傘忍者頭頭 等）
- 家有賤狗（栗田老師[30]）
- 勇者特急隊（強盗）

1994年
- （來自）（吉安特尼奧·伊巴）
- 蜡笔小新（1994年－2019年，侍、男、湯渡專務、栗子園老伯）
- 白雪公主的傳說（日语：白雪姫の伝説）（高爾迪[31]）
- 小小男子漢（黑岩）
- 幸運超人（園長）
- 七海的堤可（史蒂芬）

1995年
- H2（雨宮光的父親）
- 動畫世界的童話（日语：世界名作童話シリーズ ワ〜ォ!メルヘン王国）（國王、約翰·利特爾、老鼠國王）
- 黃金勇者合體（團長）
- 空想科學世界（李5倍）
- 近所物語（醫生）
- 秀逗魔導士（1995年－2009年，盜賊、努薩、龍料理的達人阿什富德）3系列
- 獸戰士卡爾基巴（日语：獣戦士ガルキーバ）（支局長、美作善次郎）
- VR快打（1995年－1996年，No6、J6-No6）
- 霸王大系龍騎士（奈羅[32]）
- 酷媽寶貝蛋（今市監督）
- 宇宙小毛球（小偷）
- 羅密歐的藍天（艾密里歐、法蘭柯）

1996年
- 無家可歸的孩子蕾米（農夫、醫生）
- 蒙面俠蘇洛傳（佩德羅·肯札斯）
- 鬼太郎 (第4作)（1996年年－1998年，子泣爺爺[33]）
- 機械女神J（1996年－1998年，暗黑屋金太夫、三眼屋忠兵衛）2系列
- 超者萊汀（日语：超者ライディーン）（Berserker）
- 七龍珠GT（1996年－1997年，普烏）
- VS騎士ラムネ&40炎（唐·傑諾賽[34]、大神官）
- 名犬萊西（沃爾曼、庫克長、彼得、麥克尼斯）

1997年
- 中華一番！（皇帝）
- 超魔神英雄傳（1997年－1998年，多利安、白黑、辰）
- 怪博士與機器娃娃 (1997年版)（熊）
- 勇者王（天海勇[35]、[36]）

1998年
- 動畫版 男人真命苦 ～寅次郎勿忘我～（良吉）
- 金田一少年之事件簿（1998年－2000年，雪村剛三、鍵谷善司、江波勝彥）
- 快傑蒸汽偵探團 TV ANIMATION SERIES（文甲州）
- 甜蜜小天使 (1998年版)（校長）
- 超速搖搖（搖搖惡魔）
- 遊☆戲☆王（大味）

1999年
- 亞克傳承（戴米塔斯）
- 伊索世界（甲蟲、青蛙C、熊貓、大殿）
- 大嘴鳥（1999年－2001年，馬納吉里、洛根、魔神、真實魔神 等）
- 火魅子傳（日语：火魅子伝）（狗根國國王）
- ReReRe天才傻鵬（日语：レレレの天才バカボン）（鰻魚犬（日语：ウナギイヌ）[37]、搖擺的小偷、鰻魚犬的父親、鬼的親戚 等）

2000年
- 週刊故事樂園（日语：週刊ストーリーランド）（權介）
- 機巧奇傳（2000年－2001年，益滿、從道）
- 激動！改變歷史的男人們 ～動畫靜岡縣史～（西鄉隆盛[38]）
- 捍衛者（社長）
- 霹靂酷樂貓（小太郎的父親）
- 時間飛船2000 怪盗閃亮超人（日语：タイムボカン2000 怪盗きらめきマン）（阿布德萊）
- 愛上壞壞的死神裔（用務員）
- ONE PIECE（2000年－2022年，源造、帕帕克、艾德華·威布爾[39]）

2001年
- 心之圖書館（百千）
- 狂野禁區（日语：Z.O.E Dolores, i）（萊阿·斯塔菲爾德）
- 野野子（日语：ののちゃん）（山田義男）
- 名偵探柯南（2001年－2021年，浦川詠次、日野正照、百瀨警部、矢口祿郎、小嶋岩吉、男、金原卓三）

2002年
- 機動戰士鋼彈SEED（阿爾·加伊里）
- 金肉人II世（金肉真弓（日语：キン肉真弓））
- 銀河戰警（軍人）
- 傑克武士（猴子男、鬼）
- 魯莽天使（痴漢男）

2003年
- 猴王五九（日语：アソボット戦記五九）（加布爾）
- 銀河鐵道物語（伊萬諾夫·列昂尼德韋奇·維里科夫）
- 音速小子X（馬克）
- 蒲公英之戀（保安）
- 魔法使的條件（荒井）

2004年
- 一艘小型潛水艇愛上鯨魚的故事（日语：小さい潜水艦に恋をしたでかすぎるクジラの話）（教官）
- 光之美少女（2004年－2005年，校長）2系列
- 怪醫黑傑克（橫山英三）

2005年
- 真相之眼（吉岡助教授）
- SHUFFLE！（馬格南堺）
- 火影忍者（地蜘蛛）

2006年
- 怪 ～ayakashi～ 天守物語（武田播磨守）
- 歡迎加入N·H·K！（蕎麥屋的主人）
- 內閣權力犯罪強制取締官 財前丈太郎（日语：内閣権力犯罪強制取締官 財前丈太郎）（望月卓巳[40]）
- 血色花園（漢堡店主）

2007年
- 鬼太郎 (第5作)（2007年－2008年，鈴村勇作、製作人、野寺坊）
- CODE-E（2007年－2008年，海老原啟介）2系列
- 古代王者 恐龍王 DKidz Adventure（2007年－2008年，龍野中世、德川家康）2系列
- SHUFFLE！MEMORIES（馬格南堺）
- 飛天小女警Z（赤提八三）
- 旁邊的兒童 我的火腿組（日语：はたらキッズ マイハム組）（大海原蘊蓄、漢堡監督、中國總管）
- 真仙魔大戰（鈍魔、助勉）
- BLUE DROP ～天使們的戲曲～（香月美智子的父親）
- 物怪 座敷童子（德次）

2008年
- 洋蔥和尚朝太郎（日语：ねぎぼうずのあさたろう）（紅豆茂平）
- 野良耳（日语：のらみみ）（飄助）2系列
- 墓場鬼太郎（物怪）
- 遊☆戲☆王5D's（加洛梅）

2009年
- 怪談餐館（2009年－2010年，殺人犯、赤鬼）
- 銀魂（偽白血球王）
- 空中鞦韆（鍋畠）
- 骷髏13 (2008年版)（尼古拉斯·米勒）
- 戰國BASARA（今川義元[41]）
- 戰場女武神（格魯克·達蒙[42]）
- 蒼天航路（董承）
- WHITE ALBUM（製作社長）

2010年
- 動物偵探奇魯米（稻葉守男）
- 閃光的夜襲（柿沼仙造）
- 哆啦A夢 (水田山葵版)（2007年－2014年，胖虎的表弟、野比郎兵衛）

2011年
- 異國迷宮的十字路口 The Animation（美術商）
- 料理偶像（約翰萬太郎）
- 數碼寶貝合體戰爭 ～邪惡的死亡指揮官與七個王國～（奧列格獸）
- Battle Spirits 霸王（Battle Spot聖誕老人）

2012年
- 聖鬥士星矢Ω（蒼蠅座弗萊）
- ONE PIECE 娜美特別篇 ～領航員之淚與夥伴的羈絆～（源造）

2013年
- 美食獵人TORIKO（栗坊）
- 天才黃金腦 ～神之謎（拆遷者）

2014年
- 相撲力士!! 松太郎（日语：のたり松太郎）（田中）
- 七龍珠改（2014年－2015年，魔人普烏[43]）
- 英雄銀行（日语：ヒーローバンク）（札萬彈次郎）
- 境界觸發者（2014年－2021年，鬼怒田本吉[44]）2系列[注 1]

2015年
- 血界戰線（羅傑[46]）
- 決鬥大師 VSR（無敵·佛陀羅）
- 七龍珠超（2015年－2018年，魔人普烏[47]、佩魯[48]）

2016年
- 終末的伊澤塔（施耐德）
- 虎面人W（2016年－2017年，福原假面[49]）
- 什麼都沒有研究室（整理整頓喜劇「我的家裡空無一物」迷你單元）（什麼都沒有研究室室長）

2017年
- 將國戡亂記（巴爾巴羅斯）
- 救難小英雄 逆襲的三惡人（德川家康）
- ONE PIECE 東海特別篇 ～魯夫與四位夥伴的大冒險～（日语：ONE PIECE エピソードオブ東の海 〜ルフィと4人の仲間の大冒険!!〜）（源造）

2018年
- 鬼太郎 (第6作)（2018年－2020年，團團坊[50]、鏡爺[51]、小豆秤[52]、古籠火[53]）
- 多田君不戀愛（惡人）
- 學園BASARA（薩比）

2019年
- 叛逆性百萬亞瑟王（賭場亞瑟）
- 毛球剛次郎（日语：けだまのゴンじろー）（桑達）

2020年
- 富豪刑事 Balance:UNLIMITED（清水幸宏[54]）
- Asatir 未來的傳說故事（日语：アサティール 未来の昔ばなし）（薩德、阿卜杜拉）
- 我立於百萬生命之上（遊戲專家）

2021年
- 屁屁偵探（老鼠科佐[55][56]）
- 佐賀偶像是傳奇 捲土重來（工廠長）
- 數碼寶貝大冒險：（老爺怪蛙獸、歐雷格獸）
- 鬥神機G's Flame（月司令）

2022年
- 嬰兒本部長（日语：赤ちゃん本部長#テレビアニメ）（清水部長[57]）
- 數碼寶貝幽靈遊戲（青朧魂獸）

2023年
- 狩龍人拉格納（梅古卜帝[58]）

### 電影動畫
1983年
- 幻魔大戰（日语：幻魔大戦 (映画)）（黑人黑幫）
- 劇場版 太陽之牙達格拉姆（士兵）
- 哆啦A夢：大雄的海底鬼岩城（隊員D）
- 赤腳阿元（老師）
- 劇場版 漫畫伊索寓言（日语：まんがイソップ物語 (アニメ映画)）

1984年
- 金肉人：被奪走的冠軍腰帶（日语：キン肉マン 奪われたチャンピオンベルト）
- 綿之國星（日语：綿の国星）（廣播）

1985年
- 金肉人：正義超人vs古代超人（日语：キン肉マン 正義超人vs古代超人）
- 忍者哈特利+小超人帕門：忍者怪獸吉波VS奇蹟蛋（日语：忍者ハットリくん+パーマン 忍者怪獣ジッポウVSミラクル卵）（學生）

1986年
- 福星小子4：鬼姬傳說（日语：うる星やつら4 ラム·ザ·フォーエバー）
- 喀喀喀的鬼太郎 最強妖怪軍團！登陸日本！（黑怪）
- 還有第11人！（日语：11人いる!）（赤鼻）
- 劇場版 高校！奇面組（日语：ハイスクール!奇面組）（空手道社員）
- 劇場版 北斗神拳（日语：北斗の拳 (1986年の映画)）
- 劇場版 楓葉鎮物語（日语：メイプルタウン物語 (1986年の映画)）（駐在）

1987年
- Bug甜心：Megarom少女舞4622（日语：Bugってハニー）
- 劇場版 怒吼吧，奔奔（日语：ほえろブンブン）（不良犬A[59]）
- 新楓葉鎮物語 棕櫚鎮篇 ～你好！新的小鎮～（日语：新メイプルタウン物語 パームタウン編 (1987年の映画)）（布拉布拉）

1988年
- AKIRA

1989年
- NEMO（日语：NEMO/ニモ）

1992年
- 機動戰士鋼彈0083：吉翁的殘光（士兵）

1994年
- 劇場版 灌籃高手（日语：スラムダンク (1994年の映画)）（高宮望[60]）
- 灌籃高手：稱霸全國！櫻木花道（日语：スラムダンク 全国制覇だ! 桜木花道）（高宮望）

1995年
- 灌籃高手：湘北最大的危機！燃起鬥志的櫻木花道（日语：スラムダンク 湘北最大の危機! 燃えろ桜木花道）（高宮望）
- 灌籃高手：咆哮籃球員靈魂！花道和流川的灼熱夏季（日语：スラムダンク 吠えろバスケットマン魂!! 花道と流川の熱き夏）（高宮望[61]）
- MEMORIES「大砲之街」（男）

1996年
- 超人力霸王公司（日语：ウルトラマンカンパニー）（支配人）
- 劇場版 忍者亂太郎（日语：映画 忍たま乱太郎）（第三協榮丸）
- 喀喀喀的鬼太郎 大海獸（子泣爺爺[62]）
- 劇場版 咕嚕咕嚕魔法陣（巴古頓[63]）

1997年
- 艾摩爾的冒險 My Father's Dragon（日语：エルマーのぼうけん#アニメ映画）（老虎）
- 喀喀喀的鬼太郎 妖怪午夜棒球（子泣爺爺[64]）
- 喀喀喀的鬼太郎 妖怪特快車！魔幻火車（子泣爺爺[65]）

2002年
- 極速戰警eX-D the movie（日语：エクスドライバー）（旺）

2005年
- 機動戰士Z鋼彈：A New Translation（羅伯特、三枝）

2006年
- 新SOS大東京探險隊（又吉）

2009年
- 劇場版 FRESH光之美少女！玩具王國有很多秘密!?（玩具魔神）
- 棄寶之島：遙與魔法鏡（士兵兄弟〈兄〉[66]）

2010年
- 劇場版 BLEACH 地獄篇（太金）

2011年
- 光之美少女 All Stars DX3 傳達到未來！連結世界☆彩虹之花！（玩具魔神）

2013年
- 七龍珠Z：神與神（普烏）

2015年
- 攻殼機動隊 新劇場版（秋山）

2017年
- 劇場版 妖怪手錶：暗影面鬼王的復活（子泣爺爺）

2018年
- 劇場版 無敵鐵金剛／INFINITY（塞瓦西博士[67]）

### OVA
1983年
- DALLOS（警察）

1984年
- BIRTH（日语：BIRTH (OVA)）（士兵C）

1985年
- 幻夢戰記蕾達（士兵B）
- JUSTY（日语：ジャスティ (漫画)）
- NORA（廣播）
- 夢次元獵人芳朵拉（日语：夢次元ハンターファンドラ）（酒場客人、參謀官）

1986年
- 機甲界加里安 鐵之紋章（士兵D）
- 傷追之人（野口）
- 宇宙最強的粉紅衝擊（日语：コスモス・ピンクショック）（團長）
- 超獸機神斷空我 給死者們的鎮魂歌（管制官）
- 湘南爆走族（藤波、佐藤）
- 無限地帶23 PARTII 告訴我你·的·秘·密（加茲）

1987年
- elf17（日语：エルフ・17）（鏢客）
- JUNK BOY（日语：JUNK BOY）
- 超獸機神斷空我 GOD BLESS DANCOUGA（藤岡）
- 破邪大星彈劾凰（日语：破邪大星ダンガイオー）（鬥將梅斯提拉）
- 黑色魔法M-66（日语：ブラックマジック M-66）（帕可）
- ProjectA子2 大德寺財財團的陰謀（營業部長）
- LILY-C.A.T.（日语：LILY-C.A.T.）（蓋伊·阿爾庫因）
- 競技裝甲LEGACIAM（日语：レリックアーマーLEGACIAM）
- 火鳥 大和篇（伊萬里[68]）

1988年
- 銀河英雄傳說（憂國騎士團副隊長、費奧多·派特尼契夫）
- Metal Skin Panic Madox-01（大河崎重工的重役）

1989年
- 紅牙 Blue Sonnet（日语：紅い牙）（津永）
- ARIEL（1989年－1991年，所員A）
- 強殖裝甲加爾巴（瀨川哲郎）
- 新足球小將翼（1989年－1990年，阿根廷隊教練、巴魯巴斯）
- 野犬奇兵 DOG SOLDIER：SHADOWS OF THE PAST（日语：ドッグソルジャー）（現場監督）
- 巴歐來訪者（技師）
- （川邊）
- 燃燒吧！哥哥（公雞長、業主）
- （田村傳八）
- 妖魔（日语：妖魔 (漫画)）（白露）
- Riding Bean（日语：ガンスミスキャッツ#ライディングビーン）（警衛A）

1990年
- 1加2等於樂園（日语：1加2等於樂園）（團長）
- 奧特曼塗鴉 歡迎來到奧特曼國度！（日语：ウルトラマングラフィティ おいでよ!ウルトラの国）（巴爾坦星人、匹咕蒙、奧特的父親）
- 押忍!! 空手部（日语：押忍!!空手部）（廣播）
- 賽車場之狼II 莫戴娜之劍（日语：サーキットの狼II モデナの剣）
- SOL BIANCA（日语：SOL BIANCA）
- 彌諾陶洛斯之盤（日语：ミノタウロスの皿）（高官A）

1991年
- 即將逆轉五所瓦（日语：うっちゃれ五所瓦）（神田）
- NG騎士檸檬汽水&40 EX 畢克龐貝達城冒險 愛的狂瀾大作戰（小山社長）
- 機動戰士鋼彈0083：Stardust Memory（觀測員、聯邦艦長）
- 恐怖新聞（日语：恐怖新聞）（木原）
- 3×3 EYES（妖魔）
- 叢林大戰（日语：ジャングルウォーズ）（老闆梅格拉[69]）
- 含羞草（鷺高教練）
- 創龍傳
- 超幕末少年世紀高丸（日语：超幕末少年世紀タカマル）（外務大臣、維加波）
- 魔獸戰士露娜·華爾格（日语：魔獣戦士ルナ・ヴァルガー）（市長）
- 有閑俱樂部 狗貓完整HOW麻吉（男山）

1992年
- 伊蘇 天空的神殿 ～阿德爾·克利斯汀的冒險～（齊拉）
- KO世紀三獸士（麥加·曼內）
- 猩猩人（日语：ゴリラーマン）（河口）
- 絕對無敵雷神王 初戀大作戰！（佐藤大介）
- 絕對無敵雷神王 陽昇城機關夢日記（佐藤大介）
- 閃電霹靂車（Checker杉本）
- 閃電霹靂車11（1992年－1993年，Checker杉本）
- 公主ARMY 結婚★COMBAT（熊田善美）
- 魔動王 冒險篇（奧賽羅）

1993年
- 艾爾·卡拉爾的遺產（日语：アル・カラルの遺産）（巴爾克）
- The Cockpit 音速雷擊隊（日语：戦場まんがシリーズ）（股上一飛曹）
- 絕對無敵雷神王 大家是地球防衛組（佐藤大介）
- 代紋TAKE2 第II章（日语：代紋TAKE2）（白木康二郎）
- 超時空世紀歐卡斯02（佩利恩）
- Rance -沙漠的Guardian-（哈尼）
- 流星機學生霸（日语：流星機ガクセイバー）（杉山高明）

1994年
- BOUNTY DOG/獵殺月球（日语：BOUNTY DOG/月面のイブ）（君士坦社研究所所長[70]）
- 霸王大系龍騎士 亞迪傳說（魔族黨羽）
- 閃電霹靂車ZERO（1994年－1995年，Checker杉本）

1995年
- 亂馬½ SUPER 邪惡的鬼（鬼）

1996年
- 紺碧艦隊（1996年－2002年，麥迪遜、哈利·梅森、西鄉南州）
- 閃電霹靂車 EARLYDAYS RENEWAL（Checker杉本）
- 閃電霹靂車SAGA（Checker杉本）

1998年
- 閃電霹靂車SIN（Checker杉本）

1999年
- 旭日艦隊（日语：旭日の艦隊）（哈利·梅森）

2000年
- 銀河英雄傳說外傳 螺旋迷宮（費奧多·派特尼契夫）
- 勇者王FINAL（天海勇[71]）

2001年
- GUNDAM EVOLVE 2 RX-178 GUNDAM Mk-II（羅伯特）

2002年
- 高校鐵拳傳（日语：高校鉄拳伝タフ）（田山編輯長）

2003年
- 櫻花大戰 巴黎學院（日语：サクラ大戦 エコール・ド・巴里）（依雲警部）

2004年
- 櫻花大戰 新巴黎（日语：サクラ大戦 ル・ヌーヴォー・巴里）（依雲警部）

2005年
- 閃亮☆企劃（日语：きらめき☆プロジェクト）（2005年－2006年，松下裕曉）

2007年
- 死之少女（漢堡店的老爹）

2008年
- 潛龍諜影2 BANDE DESSINEE（日语：メタルギアソリッド バンドデシネ）（胖子）
- ONE PIECE ROMANCE DAWN STORY（町長）

### 網路動畫
- 怪醫黑傑克（2001年，椎竹老師）

### 遊戲
1989年
- 天外魔境 ZIRIA（萬頭、卡門卡門）

1990年
- 追逐卡門·桑迪戈！世界篇（日语：カルメン・サンディエゴ#PCエンジン版）
- 戰斧（海尼根）

1992年
- 超時空要塞 永遠的情歌（ボドルブラド）

1993年
- 閃耀的御宅星座 IN ANOTHER WORLD（日语：おたくの星座）（壽五郎）
- 聖魔傳說3×3EYES（剛瘡鬼）

1994年
- KO世紀三獸士 ～蓋亞復活 完結篇～（麥加·曼內）
- 七龍珠系列（1994年－2022年，魔人普烏〈善／惡／純粹〉／普烏先生、古杜[注 2]、托特波）34作品[注 3]

1996年
- 王國主廚
- 新超級機器人大戰（日语：新スーパーロボット大戦）（曼啥羅）

1997年
- GRANDREAD（日语：グランドレッド）（曼克斯·夏爾庫斯、馬克思·胡佛）
- 咯咯咯的鬼太郎（日语：ゲゲゲの鬼太郎 (ゲーム)）（子泣爺爺、朧車）[注 4]
- 光明力量III（艾科爾、庫丹、國王）
- 超級機器人大戰F／F完結篇（1997年－1998年，蒙多·雅加凱、黑克勒·毛瑟 等）2作品
- 龍騎士4（帕威路）
- BS偵探俱樂部 雪消失的過去（日语：BS探偵倶楽部 雪に消えた過去）（橘慎太郎、草野次郎）
- 水木茂的妖怪武鬥傳（日语：水木しげるの妖怪武闘伝）（子泣爺爺）

1998年
- 茉莉花（朗迪·聖地牙哥）
- 白髮魔女 -另一種英雄傳說-（拉普）
- 新世代機器人戰記（日语：新世代ロボット戦記ブレイブサーガ）（王牌男爵／雷霆男爵、布秋）

2000年
- 機動戰士鋼彈 基連的野望 吉翁的系譜（日语：機動戦士ガンダム ギレンの野望 ジオンの系譜）（羅伯特）
- 超級機器人大戰α／α for DC（2000年－2001年，羅伯特、三枝、蒙多·雅加凱）2作品
- 新世代機器人戰記2（日语：ブレイブサーガ2）（雷霆男爵）
- 波波羅古洛伊斯物語II（日语：ポポロクロイス物語II）（毛姆大臣、布倫巴布）

2001年
- 櫻花大戰3 ～巴黎在燃燒嗎～（依雲警部）
- 捷克與達斯特 舊世界的遺產（日语：ジャック×ダクスター 旧世界の遺産）（教賓）
- 潛龍諜影2 自由之子（胖子）

2002年
- 暗雲編年史（老喬、波克、女主人）

2003年
- INTERLUDE（日语：インタールード (ゲーム)）
- 第2次超級機器人大戰α（三枝、蒙多·雅加凱、波羅涅茲、天海勇）

2004年
- 金肉人 新世代英雄（日语：キン肉マン ジェネレーションズ）（金肉真弓（日语：キン肉真弓））
- 超級機器人大戰MX／MX 攜帶版（2004年－2005年，三枝、蒙多·雅加凱、聯邦兵）2作品
- 超級機器人大戰GC（日语：スーパーロボット大戦GC）／XO（2004年－2006年，佐藤大介、吉翁兵）2作品
- 櫻花大戰物語 ～神秘的巴黎～（日语：サクラ大戦物語 〜ミステリアス巴里〜）（甘姆·亞比安、迪米特里·帕里斯）
- 潛龍諜影3 食蛇者（尼基塔·赫魯雪夫）
- 洛克人X 指令任務（波羅克、賽克博士）

2005年
- 王國之心II（金寶）
- 戰國BASARA（今川義元、薩比）
- 第3次超級機器人大戰α 終焉之銀河（三枝、蒙多·雅加凱）
- ONE PIECE 偉大航路之爭！RUSH（日语：ONE PIECE グラバト! RUSH）（源造、卡爾涅、線蚯蚓）

2006年
- 機動戰士鋼彈 CLIMAX U.C.（羅伯特、吉翁士官A、海盜兵B）
- 戰國BASARA2（今川義元、薩比）
- 金肉人 肌肉世代（日语：キン肉マン ジェネレーションズ）（金肉真弓）
- 戰鬥競技場D.O.N（日语：バトルスタジアムD.O.N）（魔人普烏）

2007年
- SD鋼彈 G世代（2007年－2016年，羅伯特、三枝、蒙多·雅加凱）5作品[注 5]
- 鋼彈無雙（羅伯特）
- 戰國BASARA2 英雄外傳（今川義元、薩比）
- 大怪獸對決 ULTRA MONSTERS（日语：大怪獣バトル ULTRA MONSTERS）（地獄星人希波利特星人）

2008年
- 鋼彈無雙2（羅伯特）
- 機動戰士鋼彈 基連的野望 阿克西斯的威脅（日语：機動戦士ガンダム ギレンの野望 アクシズの脅威）（羅伯特、蒙多·雅加凱、比安、佐藤隊長）
- 超級機器人大戰Z（羅伯特、三枝）
- 戰場女武神（格魯克·達蒙）
- 大怪獸對決超人力霸王競技場（日语：大怪獣バトルウルトラコロシアム）（地獄星人希波利特星人）
- 心靈傳奇（柯涅爾頻）
- 世界毀滅 被引導的意志（豬師）

2009年
- 機動戰士鋼彈 基連的野望 阿克西斯的威脅V（日语：機動戦士ガンダム ギレンの野望 アクシズの脅威）（羅伯特、蒙多·雅加凱、比安、佐藤隊長）
- 超級機器人大戰NEO（日语：スーパーロボット大戦NEO）（佐藤大介）
- 戰國BASARA 熱戰英雄（今川義元、薩比）

2010年
- 鋼彈無雙3（羅伯特）
- 戰國BASARA 年代群雄（今川義元、薩比）
- ONE PIECE 大決戰！（日语：ONE PIECE ギガントバトル!）（帕帕克）

2011年
- 機動戰士鋼彈 新基連的野望（日语：機動戦士ガンダム 新ギレンの野望）（羅伯特）
- ONE PIECE 大決戰！2 新世界（日语：ONE PIECE ギガントバトル! 2 新世界）（帕帕克）

2012年
- 超級機器人大戰OG SAGA 魔裝機神II REVELATION OF EVIL GOD（納賽爾·贊博斯）

2013年
- CHAOS HEROES ONLINE（多巴卡因[72]、布魯托[73]）
- 超級機器人大戰Operation Extend（黑克勒·毛瑟、佐藤大介）
- 心靈傳奇R（柯涅爾頻少將[74]）

2014年
- 英雄銀行2（札萬彈次郎[75]）

2015年
- 超級機器人大戰BX（佐藤大介）
- 波波羅古洛伊斯牧場物語（日语：ポポロクロイス牧場物語）（大臣[76]）

2016年
- 七龍珠 異戰2（魔人普烏）

2017年
- 超級機器人大戰V（蒙多·雅加凱）

2018年
- 妖怪手錶 噗尼噗尼（日语：妖怪ウォッチ ぷにぷに）（子泣爺爺）

2019年
- 超級機器人大戰T（蒙多·雅加凱）
- 勇者鬥惡龍 強敵對決（日语：ドラゴンクエスト ライバルズ）（姆多）
- JUMP FORCE（魔人普烏〈善〉）[注 6]

2020年
- 碧藍幻想（埃加尼斯）

2021年
- 超級機器人大戰30（黑克勒·毛瑟）

2023年
- 超級機器人大戰DD（波羅乃茲）

### 外語配音

#### 演員
凱文·詹姆斯
- 國際刺客的真實回憶錄（英语：True Memoirs of an International Assassin）（山姆·拉森）
- 百貨戰警（保羅·布萊特）
  - 百貨戰警2
- 魯蛇鳥經紀（英语：Sandy Wexler）（泰德·拉佛提）

肉卷
- 翹家老媽（英语：Crazy in Alabama）（約翰·多格特保安官）
- 鬥陣俱樂部（羅伯特·巴特勒·“鮑勃”·威爾遜）※富士電視台版。
- 天降神蹟（英语：Leap of Faith (film)）（胡佛）

奧利弗·普萊特
- 機器管家（魯伯·巴恩斯）※日本電視台版。
- 沉默生機（英语：Don't Say a Word）（路易·薩克斯醫師）※朝日電視台版。
- 不道德的交易（傑瑞米·格林）※影碟版。
- 潮女私房菜（吉姆·伯恩斯）
- 致命女祕書（英语：The Temp (film)）（傑克·哈特塞爾）
- 豪情三劍客（英语：The Three Musketeers (1993 film)）（波爾多斯）※朝日電視台版。

蒂莫西·斯波
- 親密關係（英语：Intimacy (2001 film)）（安迪）
- 越獄絕計（英语：Lucky Break (2001 film)）（克里夫·甘貝爾）
- 搖滾巨星（英语：Rock Star (2001 film)）（麥特斯）

曾志偉
- 特務迷城（廖友）※朝日電視台版。
- 特警新人類（聰明叔）
- 功夫瑜伽（建華[77]）
- 絕地逃亡（白志勇[78]）

#### 電影
- 八百萬種死法
- 絕地計劃（路·錢伯斯〈布蘭特·布利斯科（英语：Brent Briscoe）〉）
- 魔境夢遊（白兔子〈麥可·辛〉）※劇院公映版。
  - 魔境夢遊：時光怪客
- 世界末日（馬克斯〈肯·坎貝爾（英语：Ken Campbell）〉）※富士電視台版。
- 安妮皇室歷險記（英语：Annie: A Royal Adventure!）（梅恩·莫菲·諾克爾斯〈派瑞·班森（英语：Perry Benson）〉）
- 第六感追緝令（賈斯·莫蘭〈喬治·德桑薩（英语：George Dzundza）〉）※日本電視台版。
- 蝙蝠俠：開戰時刻（佛瑞斯刑警〈馬克·伯恩·約尼爾（英语：Mark Boone Junior）〉）※日本電視台版。
- 鬼使神差 ※富士電視台版。
- 霹靂炮III（英语：Beverly Hills Cop III）（鮑比〈佛瑞德·阿斯帕拉格斯（英语：Fred Asparagus）〉）※富士電視台版。
- 比佛利山威龍（哈魯〈克里斯·法利（英语：Chris Farley）〉）
- 神仙家庭（英语：Bewitched (2005 film)）（吉姆·菲爾德〈大衛·亞倫·葛里爾（英语：David Alan Grier）〉）
- 小兄弟大麻煩（英语：Black Sheep (1996 film)）（邁克爾·“邁克”·唐納利〈克里斯·法利〉）
- 福祿雙霸天2000（英语：Blues Brothers 2000）（唐納德·“鴨子”·鄧恩（英语：Donald "Duck" Dunn）[注 7]）
- 梅爾吉勃遜之英雄本色（漢密希·坎貝爾〈布蘭頓·葛利森〉）※朝日電視台版。
- 神鬼交鋒（厄爾·阿姆杜爾斯基〈布萊恩·豪伊（英语：Brian Howe (actor)）〉）
- 龍捲風暴（英语：Category 6: Day of Destruction）（托納多·湯米·狄克遜〈蘭迪·奎德〉）※東京電視台版。
- 長江7號（老闆〈林子聰〉）
- 康斯坦汀：驅魔神探（法特·韓尼森神父〈普魯特·泰勒·文斯（英语：Pruitt Taylor Vince）〉）※影碟版。
- 警察與一半（英语：Cop and a Half）（奎因特羅〈洛基·吉奧達尼〉）
- 聯邦大蠢探（英语：Corky Romano）（彼得·羅馬諾〈克里斯·潘恩〉）
- 奶爸安親班（菲利浦·“菲爾”·懷雅遜〈傑夫·格爾林〉）
- 水深火熱（英语：Deep Blue Sea (1999 film)）（謝曼·傳教士”·達德利〈LL Cool J〉）※日本電視台版。
- 終極警探3（查爾斯·魏斯〈凱文·錢伯林（英语：Kevin Chamberlin）〉）※影碟版。
- 美麗壞東西（英语：Dirty Pretty Things (film)）
- 摩登笑探（Pierre Lau〈洪金寶〉）
- 東方禿鷹（程大海〈樓南光〉）
- 八腳怪（皮特·威廉斯〈瑞克·奧弗頓（英语：Rick Overton）〉）※東京電視台版。
- 全民公敵（菲德勒〈傑克·布萊克〉）※影碟版。
- 賤錢眼開（英语：Envy (2004 film)）（尼克·范德帕克〈傑克·布萊克〉）※影碟版。
- 以毒攻毒（英语：Exit Wounds）（T·K·約翰森〈安東尼·安德森〉）※日本電視台版。
- 奪面雙雄（伊萬·杜博夫〈克里斯·鮑爾〉）※富士電視台版。
- 阿甘正傳（板凳上的胖子〈比爾·羅伯森〉）※日本電視台版。
- 紐約黑幫（華特·“修士”·麥金〈布蘭頓·葛利森〉）※影碟版。
- 世紀大怪獸（英语：Gargantua (film)）（曼尼·莫基總統〈門羅·賴因梅爾〉）
- 特務行不行（拉勒比〈大衛·柯屈納 飾演〉）※朝日電視台版。
- 火星異魔（英语：Ghosts of Mars）（詹姆斯·威廉斯〈艾斯·庫伯〉）
- 酷斯拉（曼德爾·克雷文博士〈馬康姆·丹納（英语：Malcolm Danare）〉）※日本電視台版。
- 龍的心（特警隊成員〈陳龍〉）
- 冰峰搶險隊（英语：High Ice (film)）（彼特〈瑞克·多米尼〉）
- 不倫之戀
- 火線狙擊（傑克·大倉〈克萊德·草津（英语：Clyde Kusatsu）〉）※朝日電視台版。
- 夜訪吸血鬼（娃娃作家〈喬治·凱利〉）※富士電視台版。
- 巨無霸（英语：Kingsajz）（購物中心顧客〈濟斯瓦夫·庫茲尼亞爾（英语：Zdzislaw Kuzniar）〉、長鼻猴〈理察·科蒂斯（英语：Ryszard Kotys）〉）
- 迎頭痛擊（王瘦子〈陳英明（英语：Glen Chin）〉）※東京電視台版。
- 鐵面特警隊（理查·“迪克”·史登斯蘭〈葛拉罕·貝克（英语：Graham Beckel）〉）※富士電視台版[注 8]。
- 悲慘世界（英语：Les Misérables (1998 film)）（博韋〈雷內·布林優夫森（英语：Reine Brynolfsson）〉）
- 看誰又在說話（英语：Look Who's Talking Too）（史都華·顏生〈艾理斯·寇迪（英语：Elias Koteas）〉）※影碟版。
- 樸克誤我卅年（英语：Lookin' to Get Out）（哈維〈福克斯·哈里斯（英语：Fox Harris）〉）
- 金剛戰士 The Movie（英语：Mighty Morphin Power Rangers: The Movie）（王天霸（英语：Farkas "Bulk" Bulkmeier）〈保羅·施里爾（英语：Paul Schrier）〉、Mordant〈馬丁·G·梅特卡夫〉）
- 罪惡金錢（英语：Mo' Money）（克里斯·菲爾茲〈馬克·玻爾茲曼〉）
- 反敗為勝（英语：Necessary Roughness (film)）（哈倫·邁耶〈湯姆·懷坦奈特〉）
- 面對邪惡（英语：No Contest II）（瑞特〈大衛·基利〉）
- 捍衛時空戰士（英语：No Escape (1994 film)）（湯姆·金恩〈伊恩·麥克內斯（英语：Ian McNeice）〉）※東京電視台版。
- 戰略高手（英语：Out of Sight）（懷特·波伊·鮑伯〈凱思·羅內克爾（英语：Keith Loneker）〉）※日本電視台版。
- 小迷糊天翻地覆（英语：Overboard (1987 film)） ※機內上映版。
- 地獄來的房客（英语：Pacific Heights (film)）（害蟲驅除業者〈崔西·華特（英语：Tracey Walter）〉）※影碟版。
- 顫慄空間（伯恩漢〈科力士·韋德加〉）※朝日電視台版。
- 放牛班快樂頌（英语：Paris 36）（傑基〈卡德·梅拉德（英语：Kad Merad）〉）
- 群龍戲鳳（羅通〈洪金寶〉）
- 神勇雙響炮（南瓜頭）
- 神勇雙響炮續集（英语：Rosa (1986 film)）（高利貸蔡的兒子〈陳龍〉）
- 警察學校7：進軍莫斯科（英语：Police Academy: Mission to Moscow）（尤里·塔倫斯基〈葛雷格·伯格（英语：Gregg Berger）〉）※影碟版。
- 紐約鳥王（英语：Private Parts (1997 film)）（凱文·梅西尼〈保羅·吉亞瑪提〉）
- 天才小搗蛋2（英语：Problem Child 2）（亞隆·伯格〈艾倫·布魯門菲爾德（英语：Alan Blumenfeld）〉）
- 復活島（英语：Rapa-Nui (film)）（梅克〈埃塞·莫拉萊斯（英语：Esai Morales）〉）
- 紅龍（法瑞迪·勞茲（英语：Freddy Lounds）〈菲力普·西蒙·霍夫曼〉）※影碟版、東京電視台版。
- 紅色警探（帕特·納恩〈邁克·哈格蒂（英语：Michael Hagerty）〉）※VHS版。
- 紅色星球（昆恩·伯切納爾〈湯姆·塞茲摩爾〉）
- 財神當家（英语：Richie Rich (film)）（戴夫·沃爾特〈馬特·德卡羅（英语：Matt DeCaro）〉）
- 猩球崛起（羅伯特·富蘭克林〈泰勒·羅比尼（英语：Tyler Labine）〉）
- 俠盜王子羅賓漢（布魯）※影碟版。
- 洛基3（保利·潘尼諾〈柏特·楊格（英语：Burt Young）〉）※日本電視台版。
- 電影就是電影（英语：Rough Cut (2008 film)）（奉導演〈高昌錫〉）
- 搶救雷恩大兵（邁克爾·霍瓦斯士官長〈湯姆·塞茲摩爾〉）※影碟版。
- 魔鬼一族（安迪〈彼得·穆蘭〉）
- 少林足球（六師弟〈林子聰〉）※劇院公映版。
- 愛人同志（看守長）
- 熄燈號（英语：Taps (film)）
- 酷貓妙探（英语：That Darn Cat (1997 film)）（羅洛馬克·克里斯托弗·勞倫斯（英语：Mark Christopher Lawrence）〉）※VHS版。
- 地獄來的芳鄰（阿特·韋恩格納〈瑞克·杜科蒙（英语：Rick Ducommun）〉）※影碟版。
- 大丈夫日記（劫匪〈成奎安〉）
- 山丘上的情人（英语：The Englishman who Went up a Hill but Came down a Mountain）（托馬斯巡査〈艾歐安·瑞斯（英语：Ieuan Rhys）〉）
- 光豬六壯士（戴夫·霍司法爾〈馬克·艾迪〉）
- 魔鬼捕頭（英语：The Gauntlet (film)）（救護車駕駛）※富士電視台版。
- 血魔（電視公關、第二名電話亭青少年〈威廉·達佛〉）※TBS版[注 9]。
- 謊言的誕生（英语：The Invention of Lying）（馬克·貝利森〈瑞吉·葛文〉）※DVD版。
- 侏羅紀公園：失落的世界（羅伯特·伯克〈湯瑪斯·F·達菲（英语：Thomas F. Duffy）〉）
- 缺席的男人（英语：The Man Who Wasn't There (2001 film)）（法蘭克·瑞佛〈邁克·巴達魯科〉）
- 布偶電影系列（Gonzo（英语：Gonzo (Muppet)））
  - 布偶聖誕奇遇（英语：It's a Very Merry Muppet Christmas Movie）（波波、霍華德·塔布曼）
  - 太空布偶歷險記（英语：Muppets from Space）
  - 布偶幽靈公館（英语：Muppets Haunted Mansion）（霍華德·塔布曼、路西蘭、波波、波普斯）
  - 大青蛙布偶電影（英语：The Muppet Movie）（路西蘭）※Disney+版。
  - 布偶歷險記（波波、路西蘭）
  - 布偶占領曼哈頓（英语：The Muppets Take Manhattan） ※Sony Pictures版。
  - 布偶綠野仙蹤（英语：The Muppets' Wizard of Oz）（路西蘭）
- 絕地任務（考克斯〈布蘭丹·凱利〉）※朝日電視台版。
- Kiss情人（英语：The Story of Us (film)）（史坦·克洛根〈羅伯·雷納〉）※DVD版。
- 小美男魚（英语：The Thirteenth Year）（比克·約翰·惠特利〈布倫特·布里斯科（英语：Brent Briscoe）〉）
- 愛妳如詩美麗（英语：The Tiger and the Snow）（艾爾瑪諾〈吉塞培·巴蒂斯頓（英语：Giuseppe Battiston）〉）
- 極度空間（麻藥中毒的黑人）※朝日電視台版。
- 黑心鬼（青妖怪）
- 絕命終結者（英语：Tombstone (film)）（強尼·泰勒〈比利·鮑伯·松頓〉）
- 福將與福星（大衛·“戴夫”·薩頓〈雷金納德·韋爾約翰遜（英语：Reginald VelJohnson）〉）※TBS版。
- 龍捲風（艾迪〈扎克·格雷尼爾（英语：Zach Grenier）〉）※影碟版。
- 等待夢醒時分（英语：Waiting to Exhale）（邁克爾·達文波特〈溫德爾·皮爾斯〉）※DVD版。
- 世界大戰
- 二見鍾情（喬·福斯科〈邁克·瑞斯波利〉）

#### 電視影集
- 酒私風雲（哈代）
- 脫獄之王（雷·贊卡內利〈多門尼克·隆巴多西〉）
- 兄弟姐妹（丹尼斯·約克）
- 飛龍特攻隊（史都華·鮑爾／門托〈布魯斯·格雷（英语：Bruce Gray）〉、索隆、葛柏）
- 鐵證懸案（喬治·馬克斯〈約翰·比靈斯利〉）
- 慾望師奶 (第3季)（傑夫·史考特）
- 恐龍家族（史派克〈第2代日語配音／克里斯托弗·米洛尼〉）
- 玩偶特工
- 急診室的春天（傑瑞·馬爾科維奇〈亞伯拉罕·本魯比（英语：Abraham Benrubi）〉）
- 歡樂家庭 (第1季)（警官）
- 暗域魔艦：黑暗地帶（英语：Lexx）（費波）
- 迷失（萊斯利）
- 邁阿密風雲（第2季：湯米·索倫〈安東尼·科隆（英语：Antoni Corone）〉、第3季：其他角色）
- 駭人命案事件簿（英语：Midsomer Murders）
- 神探阿蒙 (第3季) ※DVD版。
- 雙面嬌娃（英语：Moonlighting (TV series)）（赫爾伯特·比奧拉〈柯蒂斯·阿姆斯壯（英语：Curtis Armstrong）〉）
- 天龍特攻隊 (第4季)（凱文）
- 真相追擊 (第7季)（道爾）
- 德魯·凱利秀（英语：The Drew Carey Show）（德魯·凱利）[注 10]
- 血魔 (第1季)（英语：The Hunger (TV series)）（路克〈吉恩-蓋伊·布沙爾（法语：Jean-Guy Bouchard）〉）
- 外星界限（英语：The Outer Limits (1995 TV series)）（羽黑／阿龍·茲蓋日教授〈紹爾·魯賓內克（英语：Saul Rubinek）〉）
- 歡樂單身派對（紐曼〈韋恩·奈特〉）※WOWOW版。
- 大榔頭 (第2季)（小羅伊．塔波）
- 太空競賽（米申）
- 政界小人物（保羅·拉斯特〈理查·坎德〉）
- 法眼女神探（英语：Sue Thomas: F.B.Eye）（穆湯波·金圖〈赫克托·約翰遜〉）
- 汪達幻視
- WWE Afterburn（英语：WWE Afterburn）（泰茲、吉姆·羅斯）

#### 動畫
- 狂歡三寶（宏特〈弗蘭克·維爾克〉）
- 蝙蝠俠
- 希斯克利夫（鬥牛犬）
- 小希阿瓦薩（英语：Little Hiawatha）（旁白）
- 花木蘭（金寶）
  - 花木蘭2
- 馬達加斯加爆走企鵝（朱利安國王[79]）
- 珀西公園守護者（英语：Percy the Park Keeper）（珀西〈吉姆·布勞德本特〉）
- 音速小子（海象羅特）
- 星際大戰：DROID的大冒險（蓋保）※DVD版。
- 泰山（公象群）
- 歷險小恐龍（英语：The Land Before Time）（愛好者）※劇院公映版。
- 蔬菜海盜歷險記（英语：The Pirates Who Don't Do Anything: A VeggieTales Movie）（喬治）
- 辛普森一家（拉瑞·巴恩斯）
- 鬼馬小精靈（英语：The Spooktacular New Adventures of Casper）（史丁奇）※VHS版。
- 傻大貓與崔弟的懸疑劇場（英语：The Sylvester & Tweety Mysteries）

#### 布偶劇
- 布偶系列
  - Muppet Moments（Gonzo（英语：Gonzo (Muppet)）、Bobo熊）
  - 今夜布偶秀（英语：Muppets Tonight）（Gonzo、Bobo熊）
  - Studio DC: Almost Live（英语：Studio DC: Almost Live）（Gonzo）
- 湯瑪士小火車（傑姆·科爾、達克、羅利3號、凱利、莫道夫 等）※富士電視台版。

### 電視劇
- THE商社（日语：空の城#テレビドラマ） 第2話（1980年，NHK綜合）－江坂產業社員
- 第15話（1981年，日本電視台）
- 世界奇妙物語第2季 第2話（1991年，富士電視台）
- 祝女 第2季（日语：祝女 (NHK)） 第10話（2010年，NHK綜合）－聲音演出

### 特攝影集
1966年
- 惡魔君（情報屋）

1967年
- 太空歷奇 第17話（新一）

1995年
- 重甲B-Fighter（合成獸厄比甘亞的聲音）

1996年
- 超人力霸王迪卡（青色夜型宇宙人斯坦德爾星人阿博巴斯的聲音）
- 激走戰隊車連者（YY岡薩的聲音）

1997年
- 超人力霸王迪卡（藍色旋風小隊隊員的聲音、海外父親的聲音）

2000年
- 未來戰隊時間連者（敲詐勒索者格馬克的聲音）

2001年
- 百獸戰隊牙吠連者（吸塵器變異人的聲音）

2003年
- 爆龍戰隊暴連者（銀冠爆龍的聲音）
- 爆龍戰隊暴連者 DELUXE 暴連者的暑假好冰喔！（銀冠爆龍的聲音）
- 爆龍戰隊暴連者超級錄影帶 全爆龍爆笑戰役（銀冠爆龍的聲音）

2005年
- 特搜戰隊刑事連者（克朗星人傑利費史的聲音）

2010年
- 天裝戰隊護星者（戴克士星人·電擊的約克巴班格的聲音）

2013年
- 獸電戰隊強龍者（德沃·賈基林的聲音）

2015年
- 手裏劍戰隊忍忍者（妖怪大太法師的聲音）

2018年
- 快盜戰隊魯邦連者VS警察戰隊巡邏連者（琉古·塔瑪特巴克的聲音[80]）

2020年
- 騎士龍戰隊龍裝者（雅巴索德的聲音[81]）

### 廣播節目
- 天才！早耳廣播オ君（週日）遊戲&奇幻俱樂部（衛星數位電台（日语：BSデジタル音声放送）CS-PCM（日语：CS-PCM音声放送）、Z－SKY）[注 11]

### 廣播劇
- NG騎士檸檬汽水&40EX2 飄搖動盪銀河帝國大混戰！（日语：NG騎士ラムネ&40EX2 ユラユラ銀河帝国大混戦!）（波斯特·沃特）
- 青春冒險（日语：青春アドベンチャー） 時間旅行川中島（武田信玄）
- 京極夏彥廣播劇 『百器徒然袋 風』（日语：京極夏彦ラジオドラマ 『百器徒然袋』）（2007年，沼上）
- 青山二丁目劇場（日语：青山二丁目劇場）「海行」（美智子的父親）
- 人造人009 誕生篇（006／張張楜）

### CD
- 幸運女神（田宮）
- （植綱[82]）
- GS美神廣播劇CD報導系列（魔巨蛋、地球防衛隊隊長）
- 『歇洛克·福爾摩斯』系列
  - 血字的研究（約翰·藍斯）
  - 恐怖谷（威爾遜巡査部長）
  - 六座拿破崙半身像（喬賽亞·布朗）
- 絕對無敵雷神王系列
  - 絕對無敵雷神王 唱歌吧地球防衛組！（佐藤大介）
  - 絕對無敵雷神王IV 地球防衛組全員出動！（佐藤大介）
  - 絕對無敵雷神王V 廣播劇CD特輯 絕對無敵的玉手箱（トウトウココマデヤッチマッタ）（佐藤大介）
  - 絕對無敵雷神王 1（佐藤大介）
- 停電少女和羽蟲的管弦樂 停電刀匣（雷神丸）
- CD劇場 勇者鬥惡龍（日语：CDシアター ドラゴンクエスト）V（桑喬、鬼魂黨羽）
- 爆龍戰隊暴連者（銀冠爆龍）
- V Jump Ranet 史上最大歌合戰（サマシト）
- 閃電霹靂車系列
  - 閃電霹靂車 PICTURELAND1 （Checker杉本）
  - 閃電霹靂車 PICTURELAND2 （Checker杉本）
  - 閃電霹靂車 PICTURELAND4 SOME DAY（實況廣播）
  - 閃電霹靂車 PICTURELAND6 （Checker杉本）
- 咕嚕咕嚕魔法陣 ～大迷惑！熱血妖精的報恩～（加士傑斯魯巴）
- 勇者王 廣播劇特別篇1 ～生化人誕生～（天海勇）
- 鐵拳對鋼拳 CD有聲書（校長）

### 卡式錄音帶
- 銀河傳承（日语：銀河伝承）（萊爾）[注 12]
- 吸血鬼獵人 迎風而立D（海格）
- 吸血鬼獵人D系列
  - 吸血鬼獵人 迎風而立D（海格）
  - 吸血鬼獵人 D-北海魔行I -前往北海-（申恩）
  - 吸血鬼獵人 D-北海魔行II -夏天就快-（申恩）
  - 吸血鬼獵人 D-北海魔行III -如果冬天來了-（申恩）

### 朗讀、有聲書
- 銀河英雄傳說 外傳 尤里安的伊謝爾倫日記（休多姆·派特里契夫）

### 電視節目
- NHK特集（聲音出演）
- THE世界遺產（日语：世界遺産 (テレビ番組)）（聲音出演）
- 千奇百趣大挑戰（外國人的日語配音）
- （外國人的日語配音、動物的聲音）
- 世界精選影像秀（日语：世界ベスト・オブ・映像ショー）（聲音出演）
- 看清世界！電視特搜部（日语：世界まる見え!テレビ特捜部）（聲音出演）
- 超潛入！真實觀測器達人（日语：リアルスコープ）（聲音出演）
- （聲音出演）
- 日立 發現世界不可思議的地方！（日语：日立 世界・ふしぎ発見!）（聲音出演）
- （聲音出演）
- （聲音出演）
- 週五PREMIUM（日语：金曜プレミアム） （聲音出演）
- FNS紀錄片大賞（日语：FNSドキュメンタリー大賞） （旁白）
- 達爾文來了！ ～活生生的傳說～（日语：ダーウィンが来た! 〜生きもの新伝説〜）（旁白）
- 新美麗的巨匠們（日语：美の巨人たち）（莫內的聲音）

### 廣告
- 大盜五衛右門外傳2 ～天下的財寶～（日语：がんばれゴエモン外伝2～天下の財宝～）（惠比壽丸）
- 哆啦A夢：大雄的天方夜譚
- Powe  Eleven
- Animax 七龍珠Z廣告（魔人普烏）
- 傳說的斯塔飛3（日语：伝説のスタフィー3）
- Mr.輪胎人（吉祥物安全衞的聲音）
- 紅牛能量飲料（聲音演出）
- 新潟縣警察廣告（的聲音，2010年）

### 其它
- 鬼太郎 ～鬼太郎的幽靈電車～（小豆洗）

## 腳註

## 外部連結
- 鹽屋浩三｜青二Production （日語）
- （日語）